# Rezolucija Vijeća sigurnosti UN-a 776
Rezolucijom Vijeća sigurnosti UN-a 776, usvojenom 14. rujna 1992., nakon ponovnog potvrđivanja Rezolucije 743 (1992.) i bilježenja ponuda pomoći koje su dale države članice od usvajanja Rezolucije 770 (1992.), Vijeće je odobrilo povećanje veličine i snaga Zaštitne snage Ujedinjenih naroda u Bosni i Hercegovini i drugim područjima bivše Jugoslavije.
Prema Rezoluciji 776, Zaštitne snage trebale su pružati zaštitu humanitarnim organizacijama kao što je Međunarodni odbor Crvenog križa i druge aktivnosti prema zahtjevu Visokog povjerenika Ujedinjenih naroda za izbjeglice kao što je planiranje konvoja i pregovaranje o sigurnom prolazu. Snagama bi također bilo dopušteno upotrijebiti samoobranu ako bi ih naoružane osobe pokušale spriječiti u izvršavanju njihovog mandata.
Rezolucija je usvojena s 12 glasova za, niti jednim protiv, uz 3 suzdržana glasa Kine, Indije i Zimbabvea.

## Vanjske poveznice
- Text of the Resolution at undocs.org